# Veine perforante
Les veines perforantes sont les veines de communication entre le réseau veineux superficiel et le réseau veineux profond.

## Description
Les veines perforantes tiennent leur nom du fait qu'elles perforent le fascia profond.
Elles possèdent des valvules qui empêchent le sang de refluer des veines profondes vers les veines superficielles.
On les retrouve essentiellement au niveau des membres inférieurs où elles jouent un rôle clinique important pour le traitement des varices.

## Veines perforantes du membre inférieur

Diagramme montrant les veines nommées

Les veines perforantes existent sur toute la longueur du membre inférieur, en plus grand nombre dans la jambe que dans la cuisse.
Certaines veines perforantes sont nommées comme la veine perforante de Dodd (au niveau de la cuisse) ou de Boyd (au niveau du genou; ou encore les veines perforantes de Cockett au niveau de la jambe.

## Aspect clinique
Lorsque les valvules des veines perforantes deviennent incompétentes, elles peuvent provoquer un reflux veineux lorsque les muscles se contractent. Le reflux qui en résulte peut provoquer une détérioration rapide d’une maladie variqueuse existante et être responsable du développement d’ulcères veineux pouvant nécessiter une oblitération de ces veines.